# Río Turuncha
Río Turuncha är ett vattendrag i Bolivia.   Det ligger i departementet Potosí, i den sydvästra delen av landet, 300 km sydväst om huvudstaden Sucre.
Omgivningarna runt Río Turuncha är i huvudsak ett öppet busklandskap. Trakten runt Río Turuncha är nära nog obefolkad, med mindre än två invånare per kvadratkilometer.